# Rauan Kenzhekhanuly
Rauan Kenzhekhanuly (en kazajo: Рауан Кенжеханұлы, nació el 1 de mayo de 1979) es un empresario kazajo y activista de ONG que fue nombrado el primer wikipedista del año en agosto de 2011 por el cofundador de Wikipedia, Jimmy Wales, en Wikimania.

## Carrera
Kenzhekhanuly nació el 1 de mayo de 1979 en la región de Kazajistán Oriental. En 2001, se graduó de la Universidad de Almaty (llamada así por Abay Kunanbayev) con una licenciatura en asuntos internacionales. 
Durante los años universitarios se desempeñó como Coordinador de Programas de la Fundación Pública del Centro Nacional de Debate y editor en jefe del programa de televisión juvenil "Azamat" en el canal de televisión nacional Khabar. Después se incorporó a la Agencia de TV Khabar como observador económico y jefe de la oficina de Moscú de la Agencia Nacional de TV en la Federación de Rusia.
También se desempeñó como primer secretario en la embajada rusa de Kazajistán.
En 2010, viajó a los Estados Unidos para realizar una beca de un año en la Universidad de Harvard, donde, se interesó por primera vez en editar Wikipedia cuando tomó la clase "Medios, política y poder en la era digital". El mismo año, fue nombrado uno de los becarios del Weatherhead Center for International Affairs para 2010-2011. Más tarde fundó la organización sin fines de lucro WikiBilim, cuyo objetivo es ampliar la disponibilidad de información gratuita en kazajo en Internet. En 2014, fue nombrado vicegobernador de la región de Kyzylorda.
También se desempeñó como director fundador del Consejo Euroasiático de Asuntos Exteriores, que se estableció formalmente el 12 de noviembre de 2014 con una subvención del gobierno kazajo.

## Actividades públicas
En 2016, fundó la organización sin fines de lucro Bilim Foundation con la misión de establecer el programa nacional de prevención del suicidio en la adolescencia y desarrollo de habilidades para la vida.     
En 2017, fue nombrado jefe de comisión de un proyecto nacional "traducir 100 libros de texto al idioma kazajo".